# Tony Carr
Tony Carr (* 24. Oktober 1930 in Malta) ist ein britischer Schlagzeuger und Perkussionist, der zunächst im Jazz aktiv war und dann überwiegend im Rockbereich.

## Leben und Wirken
Carr trat zunächst in Malta mit den Gruppen von Freddie Mizzi und Sammy Galea, dann in der Band von Jimmy Dowling auf. 1953 migrierte er nach Großbritannien, wo er in der Band von Billy Eckstine spielte. 1957 war er mit dem Ensemble der Show Share My Lettuce im Studio. Er gehörte in den 1960er Jahren zunächst zum Trio von Bill Le Sage, mit dem 1964 auch das Album Directions in Jazz entstand. Dann nahm er mit Danny Moss (Like Someone In Love) auf. 1966 begleitete er auch Hoagy Carmichael, mit dem er auch in Hamburg gastierte; mit Cleo Laine trat er auf dem Jazzfestival in Prag auf, wobei Aufnahmen entstanden.
Im Bereich der Popmusik wurde er in der Band von Donavan bekannt, mit dem er zunächst die Single Sunshine Superman (1966) und das Album For Little Ones (1967) einspielte, bevor in der Folge eine Reihe von Alben mit ihm entstanden. In dieser Zeit gehörte er aber zu den Gruppen von Ronnie Ross und von Harold McNair. Danach arbeitete er mit Alexis Korner und der C. C. S., als Studiomusiker auch mit John Schroeder, Tim Hardin, Alan Price, Kevin Ayers, Al Stewart, Magna Carta, The Strawbs (Nomadness) und Glamrocker Alvin Stardust. Zeitweilig gehörte er zu The Family Dogg. 1979 spielte er bei Paul McCartneys Wings und nahm auch am Concert for Kampuchea teil, im Folgejahr war er bei Roger Daltrey tätig.
Später war er noch gelegentlich mit Al Stewart und Alan Price im Studio und auch auf Cliff Richards Alben The Platinum Collection (2005) und 75 at 75 (2015) zu hören. Als Fußballfan komponierte er die Vereins-Hymne Glory Glory Tottenham Hotspur (2000).